# Sint-Lambertuskerk (Meulenberg)

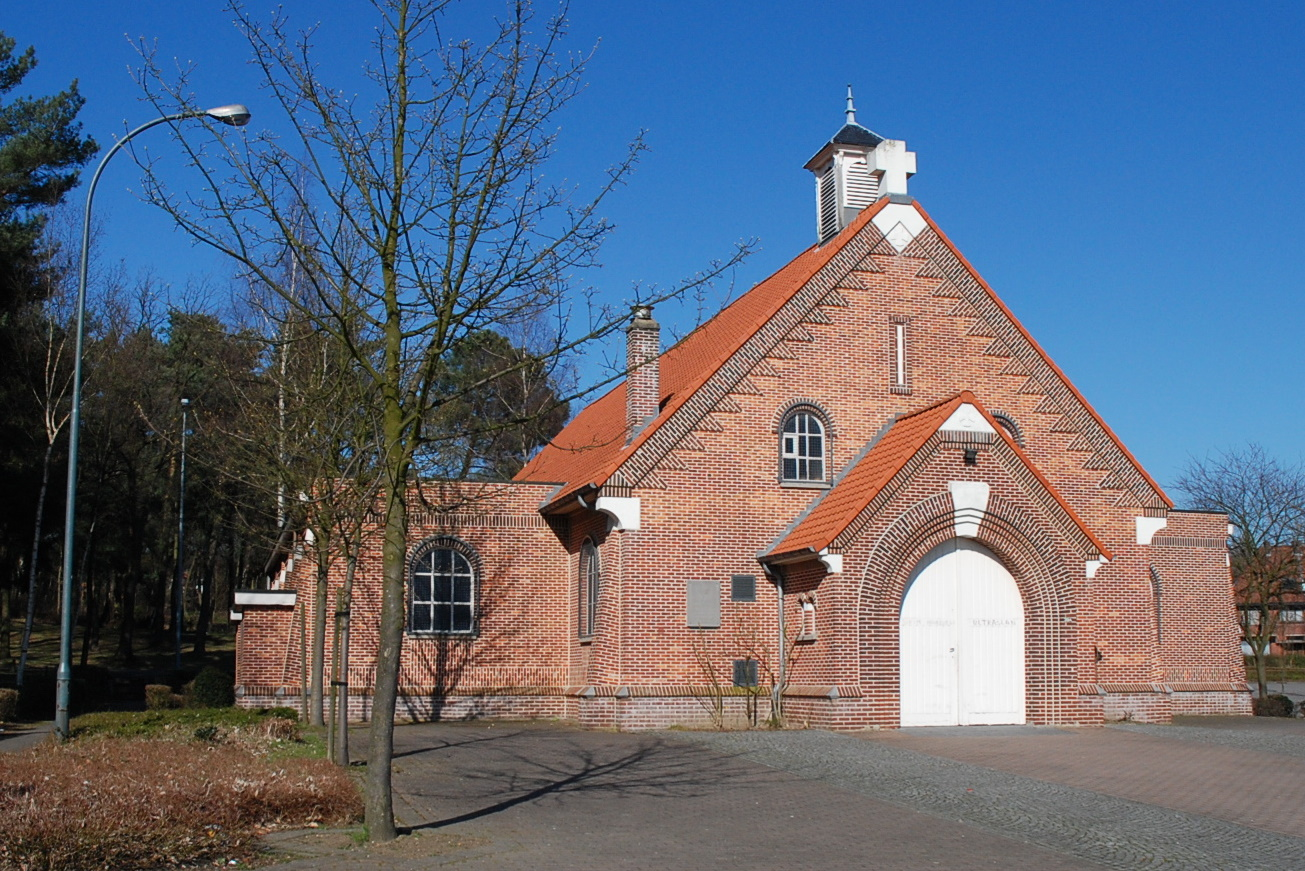
De Sint-Lambertuskerk

De Sint-Lambertuskerk is de parochiekerk van de Houthalense tuinwijk Meulenberg. Ze is gelegen aan de Bremstraat.

## Geschiedenis
Vanaf 1938 begon men met de aanleg van de cité Meulenberg. Toen waren er reeds plannen om een mijnkathedraal in de wijk te bouwen. Dit werd echter vertraagd, eerst door de Tweede Wereldoorlog, en later door de steenkoolcrisis van 1958, gevolgd door sluiting van de steenkoolmijn van Zwartberg in 1966.
In 1942 was reeds een noodkerk opgetrokken op de plaats waar de toekomstige grote kerk was gepland. Ze werd gebouwd door de steenkoolmijn van Houthalen, die ook tekende voor de uitbreiding van het kerkje, in 1948, met twee zijbeuken. In de altaarsteen werden relikwieën van de Heilige Lambertus geplaatst. Aanvankelijk een kapelanie die ondergeschikt was aan de Sint-Martinusparochie van Houthalen, werd de kerk in 1948 verheven tot parochiekerk. Het noodkerkje is er nog steeds, maar de grote kerk is nooit gebouwd. In het kerkje werden in 1970 vernielingen aangebracht door vandalen en in 2002-2003 werd het gebouw opgeknapt.

## Gebouw
Het betreft een eenvoudig bakstenen gebouw onder zadeldak, bedekt met rode pannen, waarop zich een dakruitertje bevindt. Een gedenksteen aan de voorgevel herinnert aan de in 1944 gesneuvelde Renier Coolen. Het orgel werd in 1962 vervaardigd door E. Verschueren te Tongeren.